# Starší bohové
Starší Bohové jsou božstva Mýtu Cthulhu H. P. Lovecrafta.Tyto bytosti stojí proti Vnějším bohům a Velkým Starým, což je někdy považováno za odklon od Lovecraftovy neutrality vesmíru a kosmické indiference jeho povídek.
Avšak tato božstva nejsou formována dle lidských měřítek pro dobro a zlo.
Hlavní "Starší Bůh" použitý Lovecraftem je Nodens, který se objevuje v povídkách Snové Putování k Neznámému Kadathu a Podivný Dům Vysoko v Mlze (1931). V těchto zmínkách je jeho funkce podobná funkci Lovecraftova Nyarlathotep, ale Nodens je méně záludným. Další bytost zmiňovaná jako Starší Bůh je Hypnos, řecký bůh spánku. Objevuje se ve fragmentu příběhu "Hypnos". Také se spekuluje, že Bastet, egyptská bohyně koček, je Starším Bohem, vzhledem k Lovecraftově posedlosti kočkami a narážkám učiněným v Lovecraftových Kočkách z Ultharu (1920). Příběh "Uvězněn s Faraóny" tvrdí že egyptští bohové jsou Staršími Bohy, a mnohokrát jsou jmenováni. Lovecraft nerozlišuje mezi Staršími Bohy, Vnějšími Bohy a ostatními bytostmi, což pozdější autoři dělali.

## Seznam
- Bastet
- Hypnos
- Kthanid
- Nodens
- Ulthar
- Vorvadoss
- Yad-Thaddag